# Géza Gárdonyi
Géza Gárdonyi (de nacimiento Géza Ziegler) (Agárdpuszta, 3 de agosto de 1863–Eger, 30 de octubre de 1922) escritor y poeta húngaro. Se dio a conocer en los años 1890 con la serie “Gábor Göre” en la que parodiaba la vida campesina.

## Biografía
Géza Gárdonyi nació el 3 de agosto de 1863 en Agárdpuszta, a orillas del lago Velencei. Su padre Sándor Ziegler era maquinista en un latifundio, su madre fue Terézia Nagy. La familia vivió en 12 poblaciones durante la infancia de Gárdonyi, por ejemplo en Sály (en la región de Borsod), donde inició sus estudios elementales (1870-73), finalizándolos en Hejőcsaba (1873-1874).
Terminó sus estudios medios en el colegio de Sárospatak (1874-76) y en el instituto reformado de la plaza Kálvin de Budapest (1876-78). Desde 1878 estudió en la facultad arzobispal de profesorado de Eger. Finalizada la escuela, fue ayudante de profesor en Karád (1881-82), donde obtuvo su diploma, después en Devecser (1882-83), Sárvár (1883-84) y Dabrony (1884-85), donde fue cantor y profesor católico electo.
En 1885 tomó por esposa a Maria Molnár (Csányi). Su matrimonio fue desgraciado. En Győr fue colaborador de „Hazánk”, “Győri Közlöny” y “Győri Hírlap”. En 1886 fundó la revista de política escolar mensual “Tanítóbarát”, fue editor del periódico satírico de Győr “Garabonciás Diák”. Sus novelas cortas, sus versos se sucedieron en los periódicos budapestinos. Fue colaborador de “Szegedi Hírmondó” (1889), “Szegedi Napló” (1890-91) y de “Arad és vidéke” (1891). El otoño de 1891 se mudó a Budapest y con la ayuda de Sándor Bródy se convirtió en el secretario de la empresa de panoramas Árpád Feszty. En 1891 ganó el premio de “Műbarátos Köre” con el libreto de Argyrus. Entre 1892 y 1897 colaboró con “Magyar Hírlap”, donde también escribió artículos musicales. En 1892 se separó de su esposa. En 1897 se mudó a Eger con su madre, aislándose de todo el mundo en sus últimos años.
Desde 1898 era miembro de las compañías Petőfi y Ciencias Naturales. La Navidad de 1899 comenzó a insertar en “Pesti Hírlap”, Egri csillagok (Estrellas de Eger). En 1900 y los años posteriores viajó frecuentemente a Francia y otros países occidentales. En 1902 la compañía Kisfaludy rechazó su candidatura – en 1903 Gárdonyi ya no aceptó la oferta. En 1906 elaboró su sistema de escritura secreta. Miembro de la Academia de Ciencias Húngaras desde 1910, miembro de honor desde 1920. A petición de Zsigmond Móricz aceptó en 1918 pertenecer de la Academia Vörösmarty. En 1919 la Federación de Escritores Húngaros lo nominó para presidente honorario junto con otros, pero no fue elegido. Falleció el 30 de octubre de 1922. Fue enterrado en el bastión “Bebek” del castillo de Eger. Su casa de Eger fue convertida en museo.

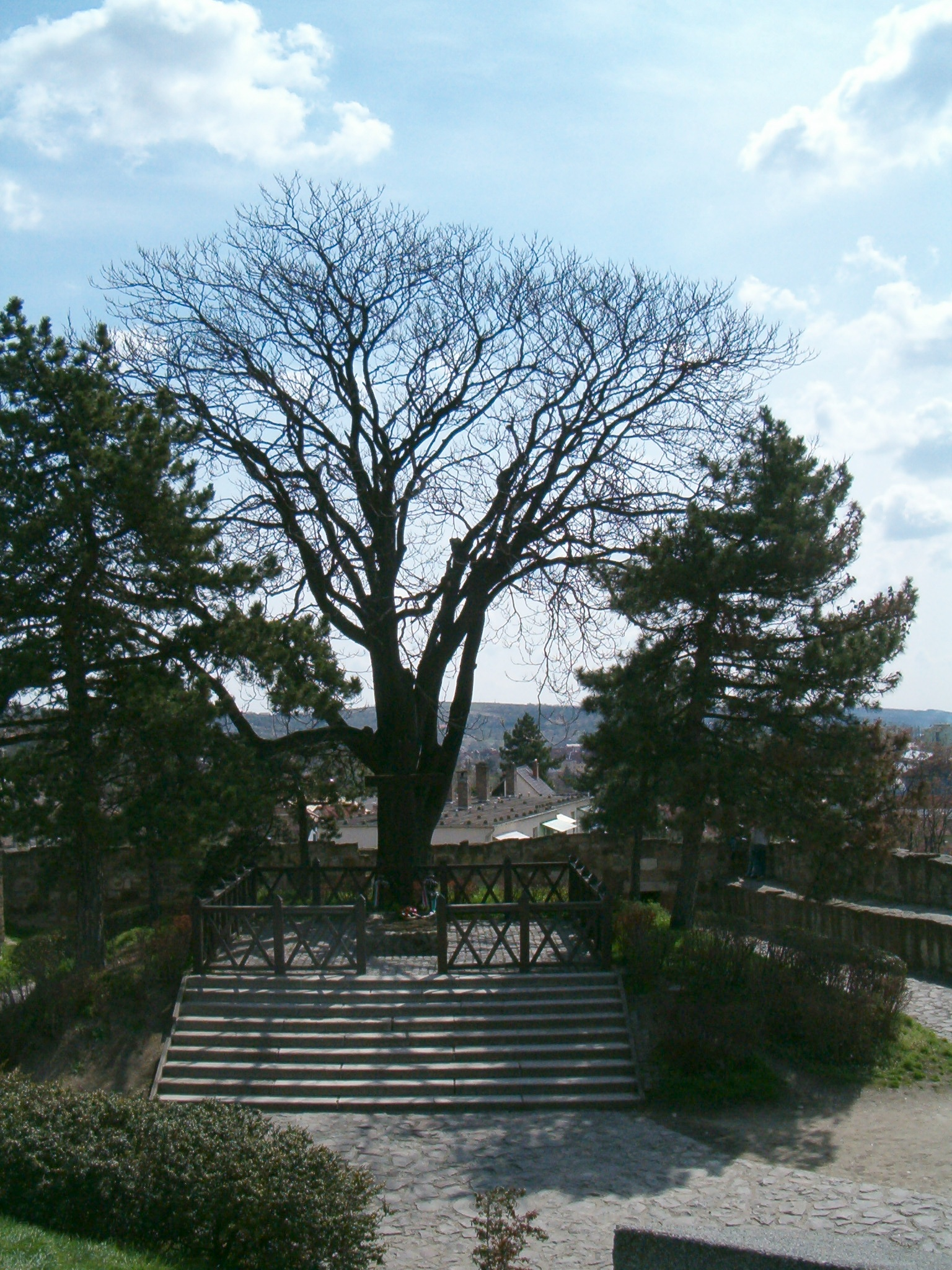
Su tumba en Eger. Epitafio: „Sólo su cuerpo”.

## Obras
- A lámpás (1894)
- Április (1894)
- Az én falum (1898)
- Egri csillagok (Las estrellas de Eger, 1901)
- A bor (1901)
- A láthatatlan ember (1902):
  - traducido en 1962 como Atila, el azote de Dios; ed. s.ed., La Habana; tr. Imre Goldstein
  - y en 1998 como El esclavo de Atila; ed. Valdemar, Madrid; tr. Jacobo Rodríguez
- Az a hatalmas harmadik (1903)
- Az öreg tekintetes (1905)
- Ábel és Eszter (1907)
- Isten rabjai (1908)
- Szunyoghy miatyánkja (1916)
- Ida regénye (1924)
- Hosszúhajú veszedelem
- Aggyisten Biri!
- Kék pille (1957)
- Versei (1958)